# Robert Evans (Journalist)
Robert Madison Evans (* 22. März 1988 in St. Louis, Missouri) ist ein US-amerikanischer Journalist, der über globale Konflikte und Online-Extremismus berichtet. Nachdem er bei der Website Cracked.com als Redakteur gearbeitet hatte, schreibt Evans jetzt für das investigative Netzwerk Bellingcat, während er an mehreren Podcasts arbeitet, wie unter anderem Behind the Bastards, Behind the Police, Behind the Insurrections, It Could Happen Here, The Women’s War, and Worst Year Ever. 2021 hat er seinen ersten Roman, After The Revolution, veröffentlicht.

## Karriere
Evans arbeitete bei der Humor-Website Cracked als ein redaktioneller Leiter. In dieser Position hat Evans eine Abteilung geführt, die Artikel veröffentlichte unter dem Titel „personal experience (Persönliche Erfahrung)“. Diese Artikel fielen in eine von zwei Hauptkategorien: Journalistische Veröffentlichungen mit vielfältigen Quellen und persönliche Erzählungen.
2016 veröffentlichte Evans sein Buch A Brief History of Vice (Eine kurze Geschichte des Lasters) über die prägenden Folgen von Rauschgiften auf die Entwicklung und Geschichte der Zivilisation.
Evans berichtete sowohl über Konflikte im Irak, der Ukraine und in Rojava, als auch über Rechtsextremismus in den Vereinigten Staaten von Amerika, wobei er einige dieser Berichte für das investigative Netzwerk Bellingcat verfasste. Evans ist der Gastgeber des Podcasts Behind the Bastards (wörtlich: Was hinter den Bastarden steckt) und einer der Ko-Moderatoren des Podcasts Worst Year Ever (Das schlimmste Jahr seit Menschengedenken).
2019 stellte Evans sowohl die Podcast-Serie The War on Everyone (Der Krieg gegen Alle), welche sich damit beschäftigt, wie sich die Vorherrschaft der Weißen und der Faschismus im Bewusstsein der US-Amerikaner des modernen Zeitalters verbreitet hat, als auch den Podcast It Could Happen Here (Es könnte auch hier passieren), der sich mit der Möglichkeit eines zweiten Amerikanischen Bürgerkriegs beschäftigt, fertig. Evans veröffentlichte im März und April 2020 die neue Podcast-Serie The Women’s War über die hauptsächlich von Kurden bewohnten autonomen Regionen in Syrien bekannt als Rojava. Evans veröffentlichte im Juni und Juli 2020 auch die Serie Behind the Police (Was hinter der Polizei steckt), welche sich mit der Geschichte der Polizei der Vereinigten Staaten von Amerika im Angesicht von aufkommenden gesellschaftlichen Unruhen beschäftigt. Behind the Police war eine Kurzserie von Behind the Bastards. Behind the Police hatte als Ko-Moderator Jason Petty. Im November 2020 bis 2021, veröffentlichte Evans Uprising: A Guide From Portland (etwa: Aufstand: Ein Leitfaden aus Portland), ein Podcast über Erfahrungen aus erster Hand bei den Protesten infolge des Todes von George Floyd in Portland, Oregon.

### Bedeutsame Reportagen
Evans hat eine Vielzahl an Veröffentlichungen produziert, wie unter anderem Berichte über 8chan, ein anonymes Nachrichtenboard, sowie über die Gamergate-Kontroverse, eine Bewegung, die er als größtenteils organisch gewachsen mit ein wenig gezielter Lenkung von Anhängern der Theorie von der Überlegenheit der Weißen, welche eine lange Erfahrung mit der Radikalisierung von Menschen über Internetforen haben, beschreibt.
Nach dem Terroranschlag auf zwei Moscheen in Christchurch, Neuseeland im März 2019, zitierten Medien wie Rolling Stone, Vox, und The Atlantic Evans Warnungen über das Wesen des Bekennerschreibens des Terroristen. Evans argumentierte, das Bekennerschreiben des Terroristen sei lediglich ein Ablenkungsmanöver („Red Herring“) voll mit Referenzen und Memes, die einen Beobachter aus dem Konzept bringen sollen. Nach dem Anschlag auf eine Synagoge in Poway im Jahr 2019 stützte sich Vox auf Evans’ Arbeit, um zu erklären wieso das Bekennerschreiben des Terroristen ein 74-Seitiger Insiderwitz war, welcher weitere 4chan /pol/ Benutzer radikalisieren sollte.
In einem Bellingcat Artikel diskutiert Evans die Entstehung und Eigenschaften der Boogaloo-Bewegung, einer losen Bewegung von Individuen, die Interesse an der Anstiftung ziviler Unruhen in Amerika zum Ausdruck gebracht hat. Evans gibt an, er wäre auf die Boogaloo-Bewegung aufmerksam geworden, als er Mitglieder auf dem Virginia Citizens Defence League Lobby Day 2020 beobachtet hat.

### Proteste infolge des Todes von George Floyd in Portland
Anfang bis Mitte 2020 berichtete Evans über die Proteste infolge des Todes von George Floyd in Portland beginnend in den ersten Tagen des Protests mit der Aufnahme von Videomaterial von den Demonstrierenden, Gegendemonstrierenden und der Polizei als Veröffentlichung über Bellingcat und andere Medien. Seine Berichterstattung über diese Ereignisse wurde von der New York Times, welche Evans nach dem 50. Tag der Proteste über seine Erfahrungen interviewte, hervorgehoben.
Im Juli trat Evans einer Sammelklage gegen die Stadt Portland wegen des Gebrauchs von Polizeigewalt bei den Protesten bei. Diese Klage zielte nicht auf monetären Schadenersatz ab, sondern forderte „bei Gericht zugunsten der Kläger festzustellen, dass sie sich rechtmäßig verhalten haben, und der Polizei zu untersagen, die Demonstranten brutal zu misshandeln und unrechtmäßig zu verhaften“. Es ging also darum, formaljuristisch festzustellen, wer im Recht bzw. Unrecht ist - im Amerikanischen Rechtssystem als „declaratory and injunctive relief“ bezeichnet. Evans trat der freiberuflichen Journalistin Bea Lake und der Housing Services (Wohnungen für Obdachlose) Spezialistin Sadie Oliver-Grey als Kläger bei. Die Klage behauptet, Polizisten wären unrechtmäßig gewalttätig vorgegangen, hätten Journalisten von der Berichterstattung abgehalten, und hätten das Recht der freien Meinungsäußerung eingeschränkt. Die Klage bezieht sich auch auf Vorfälle, die Evans widerfahren sein sollen, bei denen - so die Kläger -  „Evans für den Fall des Nichtverlassens der Gegend mit Verhaftung bedroht worden sei, er von der Polizei mit einer Tränengas-Handgranate in den Fuß getroffen worden sei, er des Weiteren mit Reizspray attackiert worden sei, und die Polizei ihn (Evans) wiederholte Male herumgeschubst habe“.
Am Samstag, den 22. August, brach ein rechter Demonstrant, welcher einen Schlagstock schwang, Evans’ Hand, während dieser filmte. In einem Interview mit The Guardian sagte Evans, die rechten Gegendemonstranten „kamen absolut auf's Kämpfen vorbereitet“, waren „von Anfang an sehr aggressiv“, und waren ausgestattet mit „Messern, Pistolen und Paintball-Waffen mit gefrorener Munition, [und] Schlagstöcken“.
Im August wurde das Lied „No Cock Like Horse Cock“ (etwa „kein Pimmel [ist] wie ein Pferdepimmel“) ein beliebtes Protestlied im pazifischen Nordwesten. Es ist unklar, wie das Lied so beliebt wurde, aber Pepper Coyote, der Künstler der das Lied schrieb, nimmt an, dass Demonstranten durch ein Cover, welches in Evans’ Behind the Bastards verwendet wurde, auf das Lied aufmerksam wurden.

### Cool Zone Media
Im August 2021, hat iHeartMedia den Start eines neuen Podcast-Netzwerks unter dem Namen „Cool Zone Media“ angekündigt, welches von Evans geführt wird, dessen inhaltlicher Leiter er ist. Dieses Netzwerk vereint sowohl Evans’ bestehende, als auch seine kommenden Podcasts und die Podcasts seiner häufigen Mitarbeiter wie Jake Hanrahan und Jason „Propaganda“ Petty.

## Podcasts
- After The Revolution (2021): Ein Hörbuch von Evans fiktionalem postapokalyptischem Debüt-Roman
- Assault on America (2021): Eine Kurzserie, die die Ereignisse um die Sturm auf das Kapitol in Washington am 6. Januar 2021 analysiert
- Behind the Bastards (seit 2018): Evans’ längstlaufende Podcast-Serie über die Übeltäter der Menschheitsgeschichte
- Behind the Insurrections (2021): Eine Kurzserie über historische Aufstände, die nach dem Sturm auf das Kapitol in Washington am 6. Januar 2021 veröffentlicht wurde
- Behind the Police (2020): Eine Kurzserie über die Geschichte der amerikanischen Polizei, veröffentlicht während der George Floyd Proteste 2021
- It Could Happen Here (2019, seit 2021): Ursprünglich eine Kurzserie über die Möglichkeit eines zweiten amerikanischen Bürgerkrieg, später weitergeführt als täglicher Podcast - im täglichen Podcast tritt Evans nur noch bei einem Teil der Folgen selber als Sprecher in Erscheinung
- The Women’s War (Der Krieg der Frauen) (2020): Evans’ Erzählung über seinen Besuch bei der autonomen Verwaltung von Rojava
- Uprising: A Guide to Portland (2021): Ein Bericht aus erster Hand und Hintergrund zu den zu der Zeit laufenden Demonstrationen in Portland, Oregon
- Worst Year Ever (seit 2019): Ein gemeinsames Projekt mit Katy Stoll, und Cody Johnston; ursprünglich begonnen um die zu der Zeit laufenden Präsidentschaftswahl der Vereinigten Staaten im Jahr 2020 zu diskutieren, welches später mit dem Beginn der COVID-19-Pandemie zu einer generellen wöchentlichen Serie wurde

## Veröffentlichungen
- Robert Evans: A Brief History of Vice: How Bad Behavior Built Civilization. Hrsg.: Penguin Random House. 2016, ISBN 978-0-14-751760-9.
- Robert Evans: After The Revolution. 2022, ISBN 978-1-84935-462-2 (atrbook.com).